# Députation provinciale de Cadix
La députation provinciale de Cadix (en espagnol : Diputación Provincial de Cádiz), dont le siège est situé à Cadix, est l'organe institutionnel propre à la province espagnole de Cadix assurant les différentes fonctions administratives et exécutives de celle-ci.
Elle comprend l'ensemble des communes de la province pour lesquelles elle est chargée d'aider à coordonner l'action municipale et à participer au financement de la construction d'ouvrages publics.

## Histoire
La députation est créée lors de la division provinciale de 1833, réalisée par Javier de Burgos.

## Siège
Le palais de la Douane, construit entre 1770 et 1784, abrite le siège de la députation depuis 1846.